# Orectognathus howensis
Orectognathus howensis är en myrart som beskrevs av Wheeler 1927. Orectognathus howensis ingår i släktet Orectognathus och familjen myror. Inga underarter finns listade i Catalogue of Life.